# 四帶叉鼻蟾魚
四帶叉鼻蟾魚（学名：Chatrabus melanurus），為輻鰭魚綱蟾魚目蟾魚科的其中一種，分布於東南大西洋區，從安哥拉至南非海域，棲息深度120-660公尺，本魚身體有4條深色的交叉橫帶，頭部與身體有深褐色的斑點，柔軟背鰭與臀鰭有不規則的斜深色條紋，胸鰭灰白的有不規則的褐色橫帶;尾部的深褐色，邊緣灰白色，背鰭硬棘3枚;背鰭軟條18-21枚;臀鰭軟條14-17枚，體長可達26公分，為底棲性魚類。